# Tribulopis angustifolia
Tribulopis angustifolia är en pockenholtsväxtart som beskrevs av Robert Brown. Tribulopis angustifolia ingår i släktet Tribulopis och familjen pockenholtsväxter. Inga underarter finns listade i Catalogue of Life.